# غیرقابل مقاومت (فیلم ۲۰۰۶)
غیرقابل مقاومت (به انگلیسی: Irresistible) فیلمی محصول سال ۲۰۰۶ و به کارگردانی آن ترنر است. در این فیلم بازیگرانی همچون سوزان ساراندون، سم نیل، امیلی بلانت ایفای نقش کرده‌اند.